# Nixiebuis

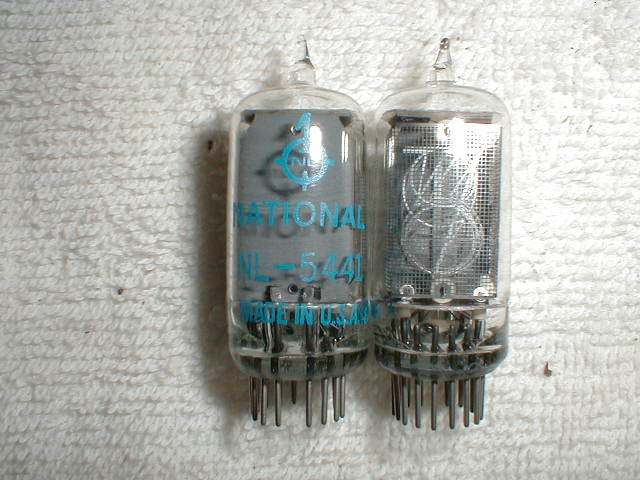
Nixiebuizen

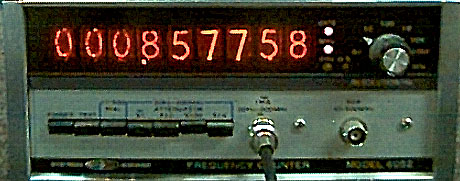
Een frequentieteller met nixiebuisjes

De tien cijfers in een nixiebuis

Een nixiebuis is een is een vroege vorm van een digitaal display.
De buis is een neonlamp met één anode en een aantal vlak achter elkaar geplaatste gaasvormige kathoden in de vorm van (bijvoorbeeld) de cijfers 0 tot en met  9 en de decimale punt, die oplichten als ze individueel aangestuurd worden. De buis wordt gevuld met een gas onder lage druk, meestal neon en vaak een beetje argon, een zogenoemd penningmengsel. Vanuit een beperkte gezichtshoek zijn de oplichtende cijfers waar te nemen, afhankelijk van het omgevingslicht. 
Hoewel de meest voorkomende vorm de buis met cijfers is, komen ook andere symbolen voor. Door de keuze van het gasmengsel kunnen verschillende kleuren gerealiseerd worden. 
Nixiebuisjes werden gebruikt in eenvoudige displays om in cijfers een resultaat te tonen, zoals in vroegere rekenmachines, in uurwerken voor de digitale weergave van de tijd, voor de zenderkeuze op televisietoestellen en bij telefonistes voor een telefoonnummer.
Er zijn speciale nixiebuisdriverchips uit de TTL-serie: de 7441 en de 74141. Ze decoderen BCD-code naar decimaal en zijn geschikt voor de hoge spanning van de buizen. De nixiebuizen werken normaal gesproken op een spanning van ca. 180 volt, met een stroomsterkte van 2 à 4 mA.
Nixiebuizen worden weer op kleine schaal geproduceerd en winnen weer aan populariteit door het gebruik in designklokken.